# 国際ソロプチミスト
国際ソロプチミスト（Soroptimist International）は、1921年に設立された国連の協議資格（カテゴリ1）を持つ女性による国際ボランティア奉仕組織である。

## 概要
1921年に最初の組織がカリフォルニア州オークランドで発足。現在は世界128カ国・3000クラブ、延べ95000名が加盟されている。SIの本部はイギリスのケンブリッジに置いている。
目的（ビジョン）として、「女性と女児が、自分たちの個々の、そして女性と女児全体としての潜在能力を発揮し、憧れを実現し、世界中での力強く平和な地域社会の創出に平等な発言権を持つ。」を掲げ、使命（ミッション）として、「ソロプチミストは教育、エンパワーメント、能力提供の機会を通じて、女性と女児の生活と地位を変える。」を掲げている。

## 活動の目的
- 奉仕の尊さ
- 国土愛
- 真摯なる友情
- 偉業達成の喜び
- 誠実な職業